# Беваня
Бева̀ня (на италиански: Bevagna) е градче и община в Централна Италия, провинция Перуджа, регион Умбрия. Разположено е на 210 m надморска височина. Населението на общината е 5156 души (към 2010 г.).